# Jackie Brenston
Jackie Brenston, född 15 augusti 1928 eller 1930, död 15 december 1979, var en amerikansk R&B sångare och saxofonist som spelade i Ike Turners band. Han är mest ihågkommen för låten "Rocket 88" från 1951 som han spelade in med Ike Turner and his Delta Cats, men när låten spelades in tog de namnet Jackie Brenston and his Delta Cats. Låten var etta på R&B listan i USA. Låten har även kallats den första rock and roll-låten.